# Šarūnas Bartas
Šarūnas Bartas (Šiauliai, 16 agosto 1964) è un regista e produttore cinematografico lituano, uno dei massimi esponenti del cinema baltico.

## Biografia

### Gli esordi
Si interessa di cinema fin da adolescente. Il suo primo lavoro, che gli consentirà l'accesso al VGIK di Mosca, è Tofolaria, un documentario su una delle ultime popolazioni autoctone siberiane. Il suo lavoro di diploma è il mediometraggio Praejusios dienos atminimuiv (In memoria dei giorni passati, 1990) in cui un marionettista di strada ci guida dall'alba al tramonto lungo le strade ed i visi di una città baltica segnata dalla storia. Sono questi infatti gli anni in cui la Lituania ha iniziato il suo doloroso percorso di indipendenza da Mosca ed è in questo clima di mutamento che Bartas decide di fondare la sua casa di produzione Kinema Studija dando il via alla rinascita del cinema lituano e al circuito di registi indipendenti (tra cui Vildziunas, Stonys, Matelis).

### Trys dienos
Nel 1991 sposta la sua attenzione con Trys dienos su Kaliningrad, importante porto russo sul Baltico, ormai decaduta assieme al regime. Abbandonato l'occhio puramente documentaristico si dedica alla descrizione di una generazione oppressa da una stagnante decadenza. Con questo film inizia la collaborazione con l'attrice Katja Golubeva, conosciuta al VGIK, da cui avrà un figlio. Il film tratta del viaggio speranzoso di due giovani di campagna, l'arrivo in una Kaliningrad devastata, l'incontro con due coetanee disilluse che li preparano a risalire sul treno del ritorno con la tradita speranza di un viaggio per il miglioramento. Con questo film, selezionato e premiato al Berlin International Film Festival e al FantasPorto, cattura l'attenzione dei critici e cineasti europei.

### KoridoriuseNamai
Nel 1994, inizia la sua produzione di film girati in ambienti chiusi e isolati, è la volta di Koridorius, dove il corridoio è il collegamento tra le diverse stanze e esistenze che lo abitano, smantellando la concezione temporale e proiettandoci in una dimensione mentale. Al film partecipano oltre alla Golubeva il famoso regista teatrale Eimuntas Nekrošius. È con questo film che viene conosciuto in Italia, vincendo il premio C.I.C.A.E. al Torino Film Festival nel 1995. Due anni dopo è la volta di Namai (A casa), dove un giovane (Francisco Nascimento) si aggira fra gli ambienti di una villa decadente immersa nel bosco, e osserva distaccatamente ciò che vi accade. La sceneggiatura dalle inflessioni visionarie e simboliche è scritta a quattro mani con la Golubeva. Nel film compaiono anche Valeria Bruni Tedeschi, Alex Descas e il regista francese Leos Carax che è stato tra i primi registi europei ad ammirare e scrivere su Bartas, facendogli interpretare il ruolo di capo rivoluzionario nel suo film Pola X. Il film è stato presentato al Festival di Cannes nel 1997.

### Lontano da Dio e dagli uominieFreedom
Con Lontano da Dio e dagli uomini (Few of Us, 1996), inizia la collaborazione con Paulo Branco, produttore già di Manoel de Oliveira, Pedro Costa e Raoul Ruiz. Un film sull'incontro tra una ragazza di città con una delle ultime popolazioni indigene della Siberia, unico film distribuito in Italia (dalla PlayBill). Nel 2000 esce Freedom, presentato al Festival di Venezia, ambientato nel deserto in Marocco, dove tre trafficanti di droga sfuggono alla polizia rifugiandosi nel deserto, assaporando una libertà costretta nell'ostilità del paesaggio.

### Septyni nematomi zmones
Dopo tre anni di inattività partecipa al film collettivo Visions of Europe, assieme ad altri registi europei per dare una molteplicità di sguardi sulle identità europee, con un cortometraggio sulla pubertà dal titolo Children Lose Nothing. Nel 2005 viene presentato a Venezia il suo penultimo lungometraggio, Septyni nematomi zmones (titolo internazionale: Seven invisible men), ambientato nelle terre dell'Asia centrale, precisamente in Crimea. Dalla linea narrativa più definita, il film, una sorta di road movie, narra il viaggio di quattro personaggi alla ricerca di un luogo dove essere liberi, lontani dalle regole.

### Accoglienza in Italia
In Italia i film di Bartas sono stati conosciuti grazie a Fuori Orario di Enrico Ghezzi, alle selezioni dei festival di Torino e Venezia. Nel 1998 è stato membro della giuria per il Festival Cinematografico di Venezia. Nel 2007 la Fiera del libro di Torino gli dedica una retrospettiva e nel novembre del 2008 gli è stato consegnato il Premio Mario Gallo di Cosenza.

## Poetica
Lo stile caratteristico dei film di Bartas fatti di lunghi piani sequenza fissi non segue tempi e tecniche narrative classiche, ma lascia lo spettatore libero di costruirsi un proprio percorso: “Sarebbe ingiusto negare alle pellicole del lituano la patente narrativa. Perché questa benedetta storia nei suoi metri di celluloide la si trova sempre. Sta a noi costruirla. Sta a noi cercarla.”. Nelle immagini di Bartas il personaggio o meglio l'uomo non è separabile dal suo ambiente, ma è proprio l'ambiente che riesce meglio a rappresentarlo. L'uomo di Bartas ha perso tutte le coordinate spaziali e temporali, corpi immobili scavati dalle ombre della propria esistenza si lasciano leggere e svelare dalla m.d.p.
Un accurato lavoro viene dedicato anche alla colonna sonora in cui i “rumori. Sono i veri protagonisti (...) Poca è la musica e mai pulita, perlopiù originata dalle situazioni della scena. Ma continui sono i rumori, anch'essi in presa diretta, che scandiscono le tensioni dei piani, che impregnano l'inquadratura e partecipano a comporre l'espressione (…) Rumori che ispirano l'immagine che l'attraversano per lasciarvi una traccia indelebile (…) una partitura fatta di sfondi atonali, di improvvisi ed echeggianti accordi, di brusii e ritmi strozzati.” Quella di Bartas è senza dubbio una delle ricerche sul linguaggio cinematografico in cui è lo spettatore che lasciandosi trascinare dalle atmosfere sospese costruisce un proprio film, una propria storia che rimane assolutamente personale ed intima. Scarno di citazioni e riferimenti intellettuali, il cinema di Bartas è un cinema puro, in cui l'immagine si riprende i propri tempi e stabilisce un nuovo rapporto col suo spettatore.

## Filmografia

### Regista
- Tofolaria, cortometraggio documentario (1986)
- Praejusios dienos atminimui, cortometraggio documentario (1990)
- Trys dienos (1991)
- Koridorius (1994)
- Lontano da Dio e dagli uomini (Mūsų nedaug) (1996)
- Namai (1997)
- Freedom (2000)
- Children Lose Nothing, episodio del film Visions of Europe (2004)
- Septyni nematomi zmones (2005)
- Indigène d'Eurasie (2010)
- Peace to Us in Our Dreams (2015)
- Watermark (Aqua Alta) (2016)
- Frost (Šerkšnas) (2017)
- Sutemose (2019)
- Back to the Family (2025)
- Lagūna (2025)